# Flotylla Rzeczna Marynarki Wojennej

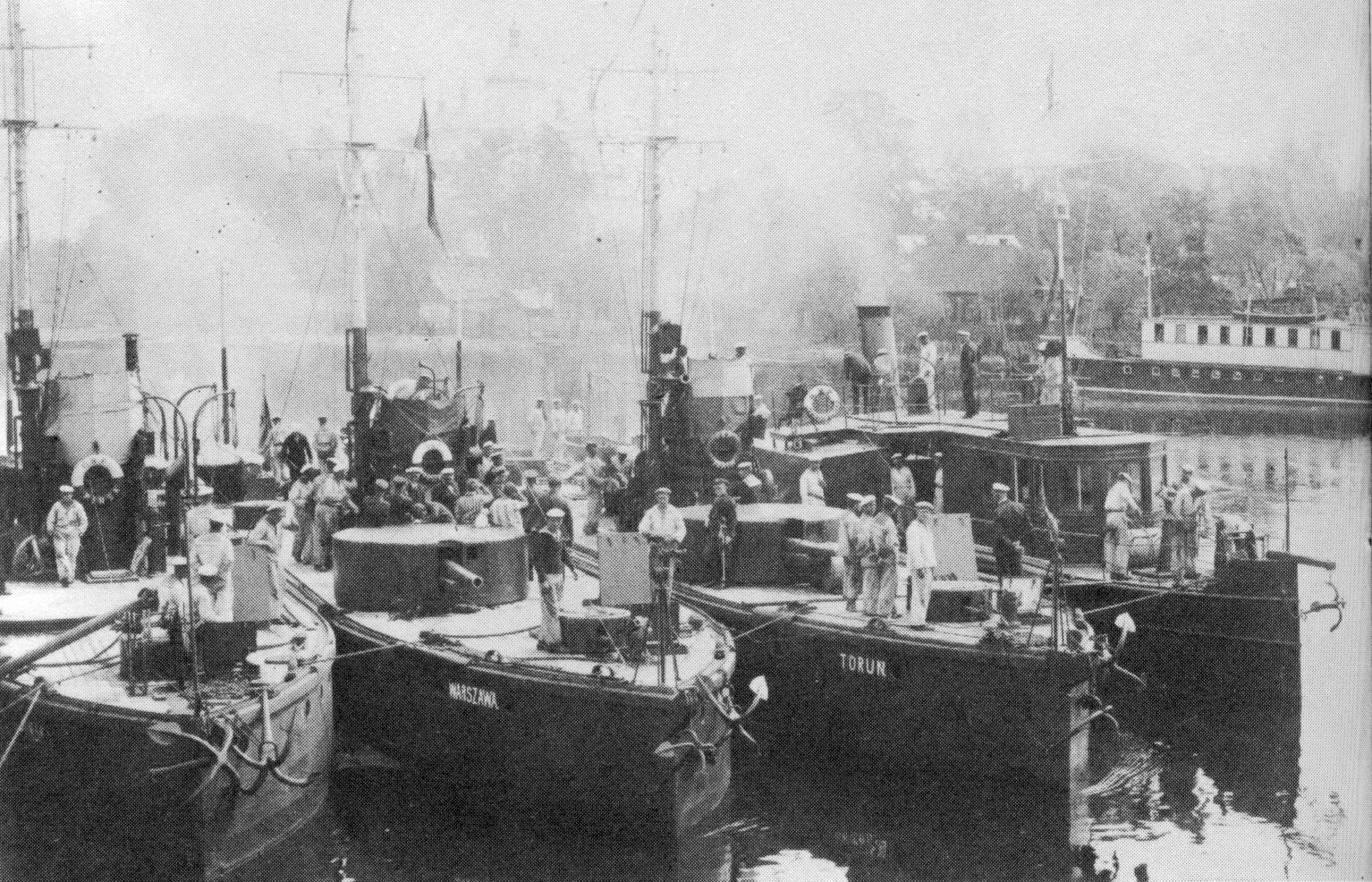
Monitory w Pińsku.

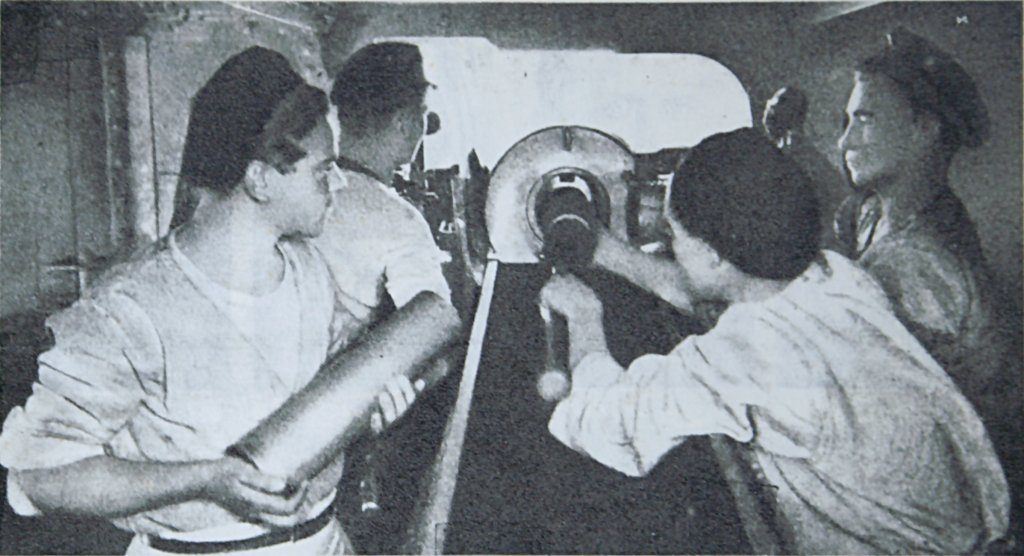
Wnętrze wieży monitora rzecznego Flotylli Pińskiej.
Ostre strzelanie w czasie ćwiczeń.

Bandera wojenna RP z lat 1919–1930. Podnoszono ją na statkach czynnych flotylli rzecznej oraz na łodziach do nich należących.

Flaga wojskowych statków żeglugi śródlądowej z lat 1930–1938.

Flaga wojskowych statków żeglugi śródlądowej z lat 1938–1939.

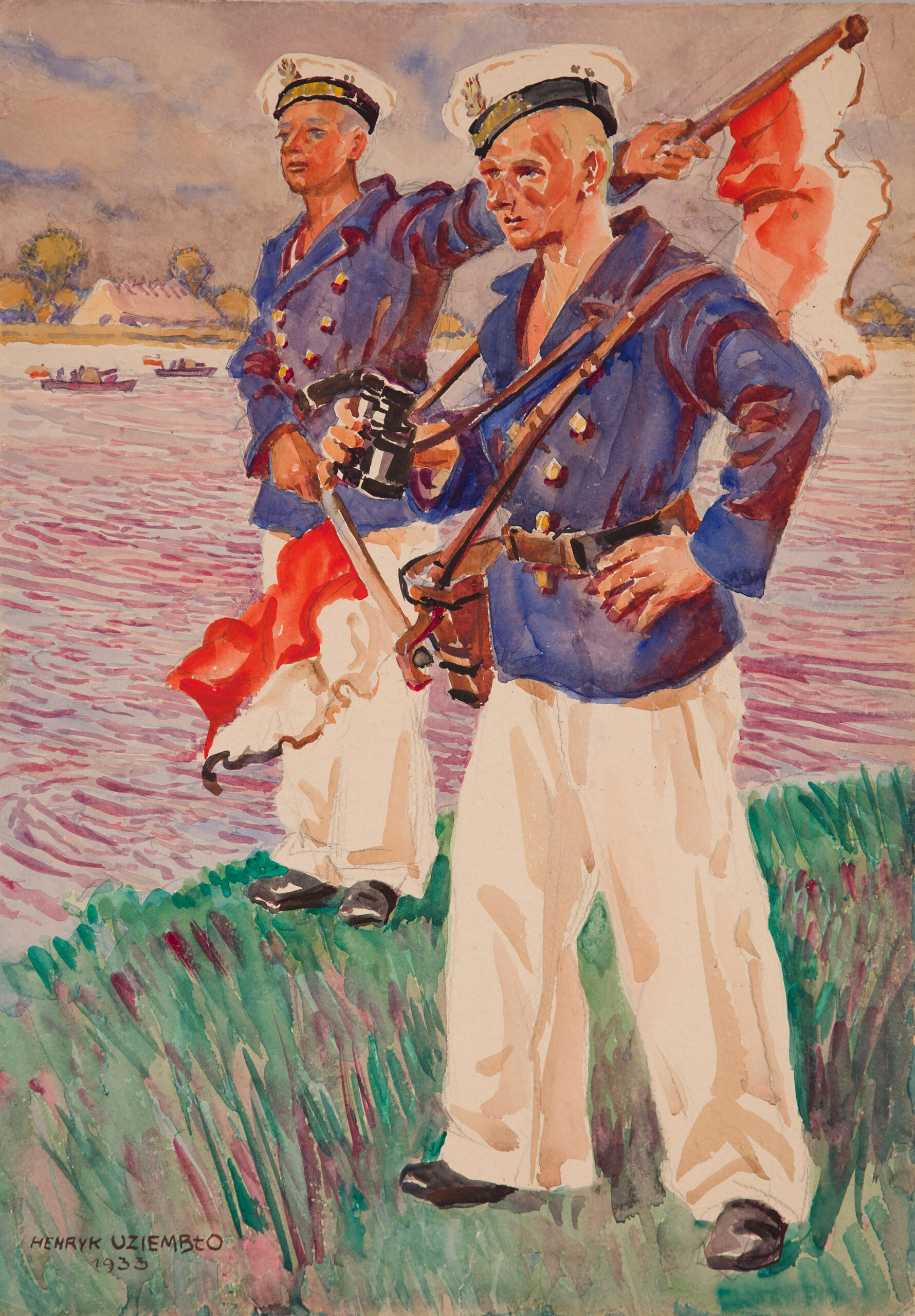
Marynarze-sygnaliści - obraz Henryka Uziembły

Flotylla Rzeczna Marynarki Wojennej (do 17 października 1931: Flotylla Pińska) – polska flotylla rzeczna wchodząca w skład Marynarki Wojennej w okresie międzywojennym, stacjonująca w Pińsku na rzece Pinie. Flotylla operowała na tzw. morzu pińskim – w dorzeczu Prypeci z głównymi rzekami: Prypeć, Pina, Strumień.

## Powstanie flotylli i pierwsze walki
Flotylla Pińska powstała 19 kwietnia 1919 roku, gdy gen. Antoni Listowski zgodził się, aby Jan Giedroyć stworzył z trzech motorówek Lech, Lisowczyk i Lizdejko, w Pińsku, patrol rozpoznawczy. W połowie 1919 roku oddział ten wziął udział w starciach z flotą bolszewicką pod Mostami Wolańskimi i pod Horodyszczem, gdzie 3 lipca 1919 roku trzy łodzie motorowe przeprowadziły rajd rzeką Jasiołdą. Na jednej z łodzi znajdował się pluton 34 pułku piechoty pod dowództwem chorążego Andrzeja Baja, który pod nieprzyjacielskim ogniem desantował się i zdobył Horodyszcze, co następnie umożliwiło zajęcie, ważnego ze względów komunikacyjnych, Łunińca. Na pamiątkę tych wydarzeń 3 lipca ogłoszono Świętem Flotylli Rzecznej w II RP.
17 września 1919 roku doszło do pierwszego starcia z kanonierkami przeciwnika. Motorówki uzbrojone M.I i M.II starły się ze statkami uzbrojonymi Trachtomirow i Burzyn pod Petrykowem. W wyniku starcia uszkodzony został Trachtomirow.
Z nadejściem zimy spieszeni marynarze obsadzili okopy między Petrykowem a Nowosiółkami. Kompania marynarska liczyła 4 oficerów i 80 podoficerów oraz marynarzy.

## Flotylla wwojnie polsko-bolszewickiej 1920 roku
W marcu 1920 roku flotylla wzięła udział w zdobywaniu Mozyrza, gdzie włączono do jej składu nowe jednostki zdobyte na Flotylli Dnieprzańskiej. Następnie flotylla brała udział w ofensywie kijowskiej, podczas której w dniu 27 kwietnia doprowadziła podczas walk w rejonie Czarnobyla do wyparcia Rosjan na Dniepr. Następnie flotylla brała udział w tworzeniu przyczółków na lewym brzegu Dniepru w Kijowie oraz w defiladzie w tym mieście. Po zdobyciu nowych okrętów utworzono Flotyllę Kijowską operującą na Dnieprze. W trakcie kontrofensywy bolszewickiej pod koniec maja część Flotylli Pińskiej została odcięta od głównych sił, w związku z czym załogi zatopiły okręty w dniu 13 czerwca 1920 roku. Ocalałe jednostki walczyły podczas odwrotu na wodach Prypeci, jednak część, z uwagi na niski stan wody, zatopiono w Pińsku i pod Koczanowiczami. Flotyllę rozwiązano 2 sierpnia 1920 z powodu zajęcia dorzecza Prypeci przez Armię Czerwoną i samozatopienia większości jednostek pływających.

## Flotylla po traktacie ryskim

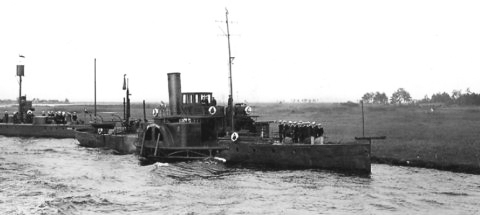
Okręty Flotylli na Pinie

11 października 1920 utworzono Oddział Detaszowany Flotylli Wiślanej na Prypeci, 2 marca 1922 przemianowany na Flotyllę Pińską. Po likwidacji 1 października 1925 Flotylli Wiślanej i przejęciu większości jej jednostek przez Flotyllę Pińską stała się ona jedyną flotyllą rzeczną w Polsce. Bazą główną flotylli był Pińsk, w którym cumowało ponad 100 jednostek bojowych i transportowych. Mieściła się w nim Komenda Portu Wojennego, koszary, schrony i hangary dla wodnosamolotów, warsztaty, biura oraz hale dokowe i konstrukcyjne, a także, po drugiej stronie rzeki, bazy paliwowe i składy amunicji. Bazą była także graniczna Nyrcza. W 1939 roku z części sił Flotylli utworzono Oddział Wydzielony Rzeki Wisły. Wiosną 1939 utworzono w ramach Flotylli Oddział Wydzielony na Prypeci.

## Rzeczna Eskadra Lotnicza
W latach 1928–1937 Flotylla miała siły lotnicze (składające się z łodzi latających Schreck FBA-17HMT2). Początkowo był to Rzeczny Pluton Lotniczy, później, rozbudowany stał się Rzeczną Eskadrą Lotniczą.

## Personel
Dowódcy flotylli
- por. mar. Jan Giedroyć – od 19 kwietnia 1919 do 16 marca 1920
- mjr mar. Edward Sadowski – od 16 marca do 2 lipca 1920
- ppłk mar. Jerzy Wołkowicki – od 2 lipca do 2 sierpnia 1920
- kpt. por. mar. Marian Wolbek – od 2 marca 1922 do 22 października 1924
- kmdr por. Władysław Blinstrub – od 23 października 1924 do 25 lutego 1927
- kmdr Witold Zajączkowski – od 25 lutego 1927 do 6 października 1939

Zastępcy dowódcy flotylli
- kmdr ppor. Stanisław Hryniewiecki – od 3 kwietnia 1932 do 19 grudnia 1936
- kmdr por. Henryk Eibel – od 19 grudnia 1936 do 6 października 1939

Oficerowie sztabowi artylerii Flotylli
- ppłk / płk art. Stefan Zielke (1936–1938)
- ppłk art. Włodzimierz Klewszczyński (1938–1939)

Dowódcy Oddziału Detaszowanego Flotylli Wiślanej na Prypeci
- kpt. mar. Bohdan Jarociński – od 11 października 1920
- por. mar. Aleksander Mohuczy – 1920–1921
- kmdr ppor. Edward Rozenbaum – 1921 do 13 stycznia 1922
- kpt. por. mar. Ignacy Antoniewicz – od 13 stycznia do 2 marca 1922

## Kampania wrześniowa

### Działania wojenne

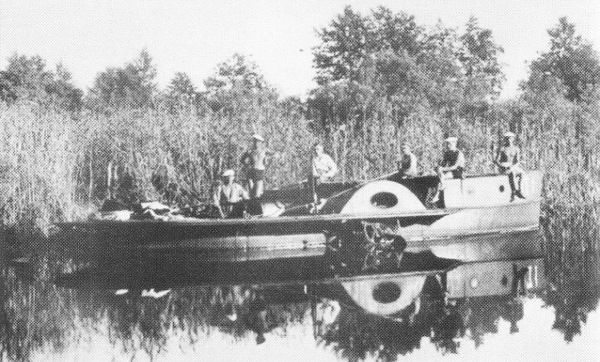
Trałowiec rzeczny typu T1

We wrześniu 1939 roku Flotylla (bez Oddziału Wydzielonego Rzeki Wisły) składała się z 6 monitorów rzecznych, 3 kanonierek rzecznych, 4 statków uzbrojonych, 17 kutrów uzbrojonych (w tym 3 kutry obsługi i 1 zwiadu artyleryjskiego i łączności), 2 kutrów meldunkowych, 7 trałowców rzecznych i statku minowo–gazowego, oraz 48-50 jednostek pomocniczych, w tym 32 kryp, statku szpitalnego, 2 holowników, kilku motorówek i 6 ślizgaczy. Wszystkie jednostki zatopiono na rozkaz generała Franciszka Kleeberga w 1939 roku. Od 25 września do 12 listopada służba awaryjno-ratownicza Wojennej Flotylli Dnieprzańskiej oraz przedsiębiorstwo robót ratowniczych i podwodnych EPRON wydobyły co najmniej 54 z nich, w tym 26 okrętów bojowych (5 monitorów, 2 kanonierki, 15 kutrów uzbrojonych, statek minowo–gazowy i 3 trałowce), które następnie po remoncie i przezbrojeniu wcielono do WFD.
W dniach 10–14 września 1939 na bazie batalionu zapasowego (mobilizowany od 31 sierpnia) i Oddziału Desantowego (utworzony 2 sierpnia) sformowano dwa bataliony morskie, złożone ze spieszonych podchorążych Szkoły Podchorążych Marynarki Wojennej w Gdyni i marynarzy rezerwy. Dowódcami batalionów zostali kmdr Pawłowski i kpt. mar. Marian Foltyn (początkowo por. mar. Władysław Galiński). Marynarze zostali przemundurowani w polowe mundury wojsk lądowych, oficerowie i podchorążowie starszego rocznika zatrzymali garnizonowe czapki marynarskie, młodsi podchorążowie i rezerwiści w większości z własnej inicjatywy umieszczali orzełki Marynarki Wojennej na czapkach polowych.
Większość stanu osobowego Flotylli 20 września, po zatopieniu jednostek pływających, wymaszerowała na rozkaz gen. Kleeberga w kierunku Lubieszowa i Włodawy, z zamiarem przebijania się w kierunku Rumunii. 22 września, pozbawiony łączności z dowództwem gen. Kleeberg, zdecydował podjąć marsz z odsieczą dla Warszawy. 28 września zmienił nazwę swych wojsk na SGO „Polesie”.
Po odejściu, zgodnie z rozkazem Kleeberga, nielicznych wątpiących w celowość dalszej walki oraz części marynarzy narodowości ukraińskiej i białoruskiej, nastąpiła reorganizacja batalionów morskich, które 28 września weszły wraz z innymi marynarzami w skład 182 Pułku Piechoty z 60 Dywizji Piechoty jako 3 batalion „morski”. Dowódcą batalionu został kmdr ppor. Stefan Kamiński, dowódcami kompanii kpt. mar. woj. Lucjan Rabenda, kpt. artylerii Jerzy Wojciechowski i kpt. piechoty Jan Lipecki. Kwatermistrzem został kmdr ppor. Alojzy Pawłowski. Ponadto z marynarzy utworzono 4 kompanię samodzielnego batalionu 179 Pułku Piechoty tej dywizji (dowódca – ppor. mar. Bohdan Korsak).
Część marynarzy flotylli nie dołączyła do SGO „Polesie”, lecz do Grupy KOP gen. bryg. Wilhelma Orlika-Rückemanna, tworząc w niej zbiorczy batalion marynarski, pod dowództwem kolejno: kmdr. por. Henryka Eibla, kpt. mar. Edmunda Jodkowskiego i kpt. art. Bogusława Rutyńskiego. Większość z nich w nocy 25/26 września dostała się do niewoli sowieckiej, przy czym kilkudziesięciu zostało następnego dnia zamordowanych w Mokranach.

### Organizacja w 1939 roku

#### Dowództwo flotylli
- Dowódca flotylli – kmdr Witold Zajączkowski
- Zastępca dowódcy – kmdr por. Henryk Eibel
- Szef sztabu – mjr dypl. art. Władysław Szczekowski
- Oficer artylerii sztabu – ppłk art. Włodzimierz Klewszczyński
- Oficer techniczny – kpt. mar. inż Wacław Trzebiński
- Oficer łączności – kmdr ppor. Bronisław Witkowski
- Oficer wywiadowczy – kpt. mar. Narcyz Małuszyński
- Naczelny lekarz – kpt. mar. lek Kozłowski
- Kapelan – mjr ks. Henryk Antonowicz
- Oficer flagowy – por. mar. Janusz Marciniewski
- Komendant Portu Wojennego Pińsk – kmdr ppor. Mieczysław Reutt
- Oficer inspekcyjny Portu Wojennego Pińsk – por. mar. rez. Stefan Murza-Murzicz
- Intendent Flotylli – kpt. mar. Alojzy Mrozik
- Kapelmistrz – chor. mar. Julian Tomaszewski
- Oficer gospodarczy (Brześć n. Bugiem) – por. mar. Stanisław Nawrocki (do roku 1932)
- Oficer oświatowy – kpt. mar. Czesław Basiński
- Szef kancelarii – st. bsm. Wacław Szwarc
- d-ca grupy taborów – por. mar. rez. Józef Walewski
- d-ca sekcji zaopatrzenia – por. mar. rez. Józef Graniczny
- d-ca 4 grupy kutrów uzbrojonych – bsm. Mieczysław Zalewski
- d-ca batalionu zapasowego – kmdr ppor. Alojzy Pawłowski

#### Dowódcy dywizjonów
- 1 dywizjon bojowy – kpt. mar. Mieczysław Sierkuczewski
- 2 dywizjon bojowy – kmdr ppor. Stefan Kamiński
- 3 dywizjon bojowy – p.o. kpt. mar. Bronisław Bończak

#### Dowódcy okrętów
- Monitor ORP „Wilno” – kpt. mar. Edmund Jodkowski
- Monitor ORP „Kraków” – kpt. art. Jerzy Wojciechowski
- Monitor ORP „Warszawa” – por. mar. Jan May
- Monitor ORP „Horodyszcze” – kpt. mar. Andrzej Marzecki
- Monitor ORP „Pińsk” – kpt. mar. Jan Kierkus
- Monitor ORP „Toruń” – kpt. mar. Bolesław Porydzay
- Statek OPL ORP „Generał Sikorski” – ppor. mar. rez. Stanisław Ludwik Fidosz
- Statek OPL ORP „Hetman Chodkiewicz” – por. mar. rez. Edward Kulesza
- Statek uzbrojony ORP „Generał Szeptycki” – ppor. mar. rez. Wacław Przyjemski
- Statek minowo–gazowy ORP „Mątwa” – kpt. mar. Narcyz Małuszyński
- Ciężki kuter uzbrojony ORP „Nieuchwytny” – por. mar. Olgierd Koreywo
- Kanonierka ORP „Zawzięta” – por. mar. w st. spocz. Jerzy de Latour
- Kanonierka ORP „Zuchwała” – kpt. art. Władysław Jasik
- Kanonierka ORP „Zaradna” – por. mar. rez. Czesław Kaiser

#### Jednostki Flotylli

##### Jednostki sztabowe
- Statek sztabowy „Admirał Sierpinek” – por. mar. Janusz Marciniewski
- Motorówka sztabowa S 1
- Motorówka sztabowa S 2
- Ślizgacz Nr 5

##### 1 Dywizjon Bojowy
D-CA oddziału kanonierek – kpt. art. Władysław Jasik
- Monitor ORP „Kraków” – kpt. art. Jerzy Wojciechowski
- Monitor ORP „Wilno” – kpt. Edmund Jodkowski
- Kanonierka „Zuchwała” – kpt. art. Władysław Jasik
- Kanonierka „Zaradna” – por. mar. rez. Czesław Kaiser
- Kanonierka „Zawzięta” – por. mar. w st. spocz. Jerzy de Latour, z-cz d-cy st. bosman Świeczka
- I Grupa Kutrów Uzbrojonych- bsmt. Leopold Hohn
  - Kuter uzbrojony KU 16
  - Kuter uzbrojony KU 17
  - Kuter uzbrojony KU 18
  - Kuter uzbrojony KU 19
  - Kuter uzbrojony KU 21 kuter obsługi
- Krypa mieszkalna K 20
- Statek OPL „Generał Sikorski” – ppor. rez. mar. Stanisław Ludwik Fidosz
- Ślizgacz Nr 1

##### 2 Dywizjon Bojowy
- Monitor „Warszawa” – d-ca por. mar. Jan May
- Monitor „Horodyszcze” – d-ca kpt. mar. Andrzej Marzecki
- II Grupa Kutrów Uzbrojonych – d-ca st. bsm. Feliks Krauze
  - Kuter uzbrojony KU 22 kuter obsługi
  - Kuter uzbrojony KU 24 kuter obsługi
  - Kuter uzbrojony KU 25
  - Kuter uzbrojony KU 26
- Krypa mieszkalna K 8
- Statek OPL „Hetman Chodkiewicz” – por. mar. rez. Edward Kulesza
- Ślizgacz Nr 2

p.o oficera mechanika – st. bsm. Stanisław Sęk

##### 3 Dywizjon Bojowy
- dowódca – kpt. mar. Bronisław Bończak
- Monitor „Pińsk” – kpt. mar. Jan Kierkus
- Monitor „Toruń” – kpt. mar. Bolesław Porydzay
- Kuter uzbrojony KU 7 kuter zwiadu
- III Grupa Kutrów Uzbrojonych – st. bsm. Henryk Pełda
  - Kuter uzbrojony KU 23 kuter obsługi
  - Kuter uzbrojony KU 27
  - Kuter uzbrojony KU 28
  - Kuter uzbrojony KU 29
- Krypa mieszkalna K 10
- Statek uzbrojony „Generał Szeptycki”
- Ślizgacz Nr 3

Oficer mechanik – chor. mar. Bolesław Chabałowski

##### Oddział Minowo–Gazowy
- Statek minowo-gazowy „Mątwa” – d-ca kpt. mar. Narcyz Małuszyński
- Trałowce pancerne T 1, T 2, T 3
- Trałowce bocznokołowe T 4, T 5, T 6, T 7

##### Oddział Łączności
- Kuter meldunkowy KM 14
- Kuter meldunkowy KM 15
- Pływająca baza łączności K 2
- Motorówka P 3
- Dwa plutony łączności lądowej

##### Baza Wysunięta z Pogotowiem Technicznym
- Kuter uzbrojony KU 1
- Kuter uzbrojony KU 2
- Kuter uzbrojony KU 3
- Holownik Neptun
- Statek sanitarny „Generał Sosnkowski”
- Krypa amunicyjne K 12
- Krypa amunicyjne K 13
- Krypa paliwowa K 14
- Krypa paliwowa K 15
- Krypa paliwowa K 25
- Pływająca kantyna K 17
- Warsztaty pływające K 19
- Krypa nurków K 7
- Krypa mieszkalna K 9
- Krypa mieszkalna K 30

d-ca bazy wysuniętej – kpt. mar. rez. Jan Hordliczka
d-ca pogotowia technicznego – ppor. inż. rez. Stanisław Gwiazda

##### Port Wojenny Pińsk
- Holownik „Kiliński”
- Motorówka P 1
- Motorówka P 2
- 15 kryp obsługi
- Pluton OPL
- Pluton łączności
- Pluton administracyjny
- Komendant PW Pińsk – kmdr ppor. Mieczysław Reutt
- oficer techniczny portu – kmdr ppor. Józef Trybel
- Lekarz portu – por. lek. Adam Proń
- Kwatermistrz portu – kpt. mar. Konstanty Łączkowski
- D-ca Kompanii Portowej – por. adm. Piotr Gajewski.
- Kierownik WPMW-KMDR – ppor. ss. inż. Stanisław Sokołowski

### Straty osobowe

#### Polegli i zamordowani w działaniach Flotylli Pińskiej i SGO Polesie
| Lp. | Imię i nazwisko          | stopień                               | data śmierci          | miejsce śmierci |
| --- | ------------------------ | ------------------------------------- | --------------------- | --------------- |
| 1   | Bolesław Albo            |                                       | 26 września 1939      | Mokrany         |
| 2   | Czesław Basiński         | kpt.mar.                              | wrzesień 1939         | Ogdemen         |
| 3   | Bąk                      | st. bsm.                              | 26 września 1939      | Mokrany         |
| 4   | Bronisław Bończak        | kpt. mar.                             | 26 września 1939      | Mokrany         |
| 5   | Bolesław Chabałowski     | st. bsm.                              | 26 września 1939      | Mokrany         |
| 6   | Tadeusz Cieślak          | szer.                                 | 5 października 1939   | Helenów         |
| 7   | Gabriel Deczer           | bsm.                                  | 26 września 1939      | Mokrany         |
| 8   | Dębicz                   | st.mar.                               | październik 1939      | Kock            |
| 9   | Stanisław Dobiecki       | st. mar.                              | 5 października 1939   | Helenów         |
| 10  | Władysław Dullewicz      | bsmt pchor.                           | 5 października 1939   | Helenów         |
| 11  | Edward Fuksa             | st. mar.                              | 5 października 1939   | Helenów         |
| 12  | Jan Góralski             | mar.                                  | 5 października 1939   | Helenówek       |
| 13  | Edmund Grzędziński       | por.mar. rez.                         | 5 października 1939   | Wola Gułowska   |
| 14  | Zbigniew Herman          | pchor. mar.                           | październik 1939      | Wola Gułowska   |
| 15  | Zenon Jałowik            | pchor. mar.                           | październik 1939      | Wola Gułowska   |
| 16  | Jarczyński               | bsm.                                  | 26 września 1939      | Mokrany         |
| 17  | Władysław Jasik          | kpt.art.                              | 26 września 1939      | Mokrany         |
| 18  | Leszek Jastrzębowski     | pchor. mar.                           | zaginął bez wieści    |                 |
| 19  | Edmund Jobkowski         | kpt. mar.                             | 26 września 1939      | Mokrany         |
| 20  | Jan Kąkol (Konkol?)      | bsmt. pchor.                          | 5 października 1939   | Wola Gułowska   |
| 21  | Jan Kierkuś              | kpt. mar.                             | 26 września 1939      | Mokrany         |
| 22  | Król                     | mar.                                  | 4 października 1939   | Helenów         |
| 23  | Krzyk                    | mar.                                  | 6 października 1939   | Helenówek       |
| 24  | Kwieciński (Kwinciński?) | bsm.                                  | 26 września 1939      | Mokrany         |
| 25  | Lis                      |                                       | 26 września 1939      | Mokrany         |
| 26  | Janusz Marciniewski      | por. mar.                             | 26 września 1939      | Mokrany         |
| 27  | Jan May                  | por.mar.                              | 26 września 1939      | Mokrany         |
| 28  | Zenon Mendel             | mar.                                  | po 20 września 1939   | okolice Włodawy |
| 29  | Roman Mendyka            | st. bsm.                              | 26 września 1939      | Mokrany         |
| 30  | Jan Molewicz             | pchor. mar.                           | zaginął bez wieści    |                 |
| 31  | Stanisław Mól (Mul?)     | bsmt                                  | 30 września 1939      | Milanowo        |
| 32  | Tomasz Musielewicz       | por. mar. rez.                        | ok. 20 września 1939  | Pińsk           |
| 33  | Józef Nabożny            | bsmt                                  | 4/5 października 1939 | Konorzatka      |
| 34  | Władysław (?) Niziński   | mar. (?)                              | 4 października 1939   | Helenów         |
| 35  | Antoni Nowakowski        | mar. (?)                              | 4 października 1939   | Helenów         |
| 36  | Walerian Pilarski        | pchor. mar.                           | 5 października 1939   | Wola Gułowska   |
| 37  | Janusz Rola-Podczaski    | bsmt pchor.                           | zaginął bez wieści    |                 |
| 38  | Lechosław Porwisiak      | bsmt                                  | 5 października 1939   | Wola Gułowska   |
| 39  | Marian Radziejewski      | st. bsm.                              | 26 września 1939      | Mokrany         |
| 40  | Bogusław Rutyński        | kpt. art.                             | 26 września 1939      | Mokrany         |
| 41  | Przemysław Rybiański     | bsmt pchor.                           | 5 października 1939   | Wola Gułowska   |
| 42  | Mieczysław Sierkuczewski | kpt. mar.                             | 26 września 1939      | Mokrany         |
| 43  | Jerzy Steifer            | bsmt pchor.                           | 5/6 października 1939 | Wola Gułowska   |
| 44  | Ludwik Szefer            | chor. mar.                            | 26 września 1939      | Mokrany         |
| 45  | Wacław Szwarc            | st. bsm.                              | 26 września 1939      | Mokrany         |
| 46  | Świeczka                 | st. bsm.                              | 26 września 1939      | Mokrany         |
| 47  | Julian Tomaszewski       | chor. mar. (?)                        | 26 września 1939      | Mokrany         |
| 48  | Witold Jerzy Wyrostek    | por. mar.                             | 5 października 1939   | Wola Gułowska   |
| 49  | nieznane                 | mar.                                  | październik 1939      | Podlodowo       |
| 50  | nieznane                 | mar.                                  | październik 1939      | Adamów          |
| 51  | nieznane                 | mar.                                  | po 20 września 1939   | Ogdemer         |
| 52  | nieznane                 | mar.                                  | po 20 września 1939   | Ogdemer         |
| 53  | nieznane                 | mar.                                  | 26 września 1939      | Puchowa Góra    |
| 54  | nieznane                 | mar.                                  | 26 września 1939      | Puchowa Góra    |
| 55  | Stanislaw Margulis       | ochroniarz Pińskej Marynarki Wojennej | 20 września 1939      | Pińsk           |

#### Polegli, zamordowani i zmarli w czasie okupacji, w niewoli i na zesłaniu
| Lp. | Imię i nazwisko               | stopień                | data śmierci       | miejsce śmierci                   |
| --- | ----------------------------- | ---------------------- | ------------------ | --------------------------------- |
| 1   | Anastalski                    | mar.                   | 1940               | ZSRR                              |
| 2   | Maciej Błoński                | pchor. mar.            | jesień 1943        | Lublin                            |
| 3   | Ryszard Bock                  | mar.                   | 1940               | Starobielsk                       |
| 4   | Stanisław Capała              | st.mar.                | 24 czerwca 1942    | Jedlnia k. Radomia                |
| 5   | Czesław Chludziński           | mat lub bsmt           | po 1943            | KL Auschwitz                      |
| 6   | Wincenty Chmielewski          | st.bsm.                | październik 1940   | nad Peczorą, ZSRR                 |
| 7   | Wincenty Czyżewski            | pchor. mar.            | 21 stycznia 1943   | Nowomatinie k. Ostroga            |
| 8   | Jan Fiternik                  | mar.                   | 3 kwietnia 1942    | Baza Ewakuacyjna w Krasnowodzku   |
| 9   | Włodzimierz Fołdziński        | pchor. mar.            |                    | KL Auschwitz                      |
| 10  | Władysław Galiński            | por. mar.rez.          |                    | rozstrzelany przez Niemców        |
| 11  | Stanisław Gargul              | chor. mar.             | 1940               | Katyń                             |
| 12  | Władysław Górski              | mat                    | 1940               | Alpy                              |
| 13  | Górski                        | bsm.                   | 1940               | Abisa, Komi ASRR                  |
| 14  | Józef Graniczny               | por. mar. rez.         | 1940               | Katyń                             |
| 15  | Stanisław Gronowski           | pchor. mar.            | 11 lipca 1945      | Moosburg an der Isar              |
| 16  | Idzi Stefan Grudniewicz       | kpt. mar.              | 1940               | Katyń                             |
| 17  | Bolesław Andrzej Hagmajer     |                        | 1940               | Katyń                             |
| 18  | Mieczysław Januszewski        | pchor. mar.            |                    | KL Auschwitz                      |
| 19  | Kirjaczek                     | bsm.                   | 1940               | Abisa, Komi ASRR                  |
| 20  | Wincenty Kitlas               | kpt. mar.              | 1940               | Katyń                             |
| 21  | Jan Klemfas                   | mar.                   | 13 czerwca 1943    | Morze Śródziemne                  |
| 22  | Eugeniusz Kowaliński          | pchor. mar.            |                    | KL Auschwitz                      |
| 23  | Aleksander Kreisler           | pchor. mar.            |                    | KL Auschwitz                      |
| 24  | Rudolf Stanisław Kuzio        | kpt. mar. w st. spocz. | 1940               | Katyń                             |
| 25  | Wiktor Lachota                | ppor. mar. rez.        | 1940               | Starobielsk                       |
| 26  | Izydor Laskowski              | por. mar. rez.         | 1940               | Katyń                             |
| 27  | Władysław Lewandowski         | bsm.                   | styczeń 1941       | obwód archangielski, ZSRR         |
| 28  | Feliks Ligocki                | mat                    | 3 marca 1942       | St. Kermine                       |
| 29  | Bronisław Józef Lubińkowski   | kpt. mar. pilot        | 1940               | Katyń                             |
| 30  | Stanisław Maltze              | por. mar. rez.         | 1940               | Starobielsk                       |
| 31  | Małek                         | mar.                   |                    | obwód archangielski, ZSRR         |
| 32  | Bogusław Marczewski           | bosman                 | 1940               | obwód archangielski, ZSRR         |
| 33  | Andrzej Marzecki              | kpt. mar.              | 1940               | Katyń                             |
| 34  | Alojzy Mrozik                 | kpt. mar.              | 1940               | Katyń                             |
| 35  | Stefan Murza – Murzicz        | por. mar. rez.         | 1940               | Katyń                             |
| 36  | Tomasz Musielewicz            | por. mar. rez.         | 1940               | Katyń                             |
| 37  | Gotfryd Niezabitowski         | por. mar. rez.         | 1940               | Katyń                             |
| 38  | Stanisław Paciorkowski        | por. mar. w st. spocz. | 1940               | Katyń                             |
| 39  | Bronisław Mikołaj Porydzay    | kpt. mar.              | 1940               | Katyń                             |
| 40  | Roman Pufahl                  | kmdr ppor.             | 1940               | Katyń                             |
| 41  | Edward Rójek                  | kpt. mar. w st. spocz. | 1940               | Katyń                             |
| 42  | Stanisław Sawiński            | pchor. mar.            | 1940               | Katyń                             |
| 43  | Roman Sielicki                | bsm.                   | 3 listopada 1942   | ZSRR                              |
| 44  | Henryk Sienkiewicz            | mar.                   | po 23 czerwca 1941 | Białystok?                        |
| 45  | Stempiewski                   | por. rez.              | marzec 1940        | Uchta, Komi ASRR                  |
| 46  | Henryk Sułkowski              | kpt. mar. rez.         | 1940               | Twer                              |
| 47  | Zdzisław Szafrański           | mat                    | 19 marca 1942      | Włocławek                         |
| 48  | Władysław Szczekowski         | mjr. art. dypl.        | sierpień 1944      | Moabit                            |
| 49  | Piotr Teodorowski             | mat lub bsmt           | 1943               | pod Małkinią                      |
| 50  | Zygmunt Tomicki               | bsm.                   |                    | Kotłas, obwód archangielski, ZSRR |
| 51  | Władysław Urbański            | mat rez.               | zima 1943          | Hagenow k. Schwerina              |
| 52  | Maksymilian Wojciechowski     | por. mar. rez.         | 1940               | Katyń                             |
| 53  | Zygmunt Nikodem Wojciechowski | ppor. mar. rez.        | 1940               | Katyń                             |
| 54  | Mirosław Wykowski             | ppor. mar. rez.        | 1940               | Katyń                             |
| 55  | Narcyz Małuszyński            | kpt. mar.              | maj 1940           | Katyń                             |
| 56  | Matros                        | podoficer              | 20 czerwca 1943    | Pińsk                             |
| 56  | Michał Wysocki                | mar.                   | 1942               | St. Kermine                       |

## Upamiętnienie

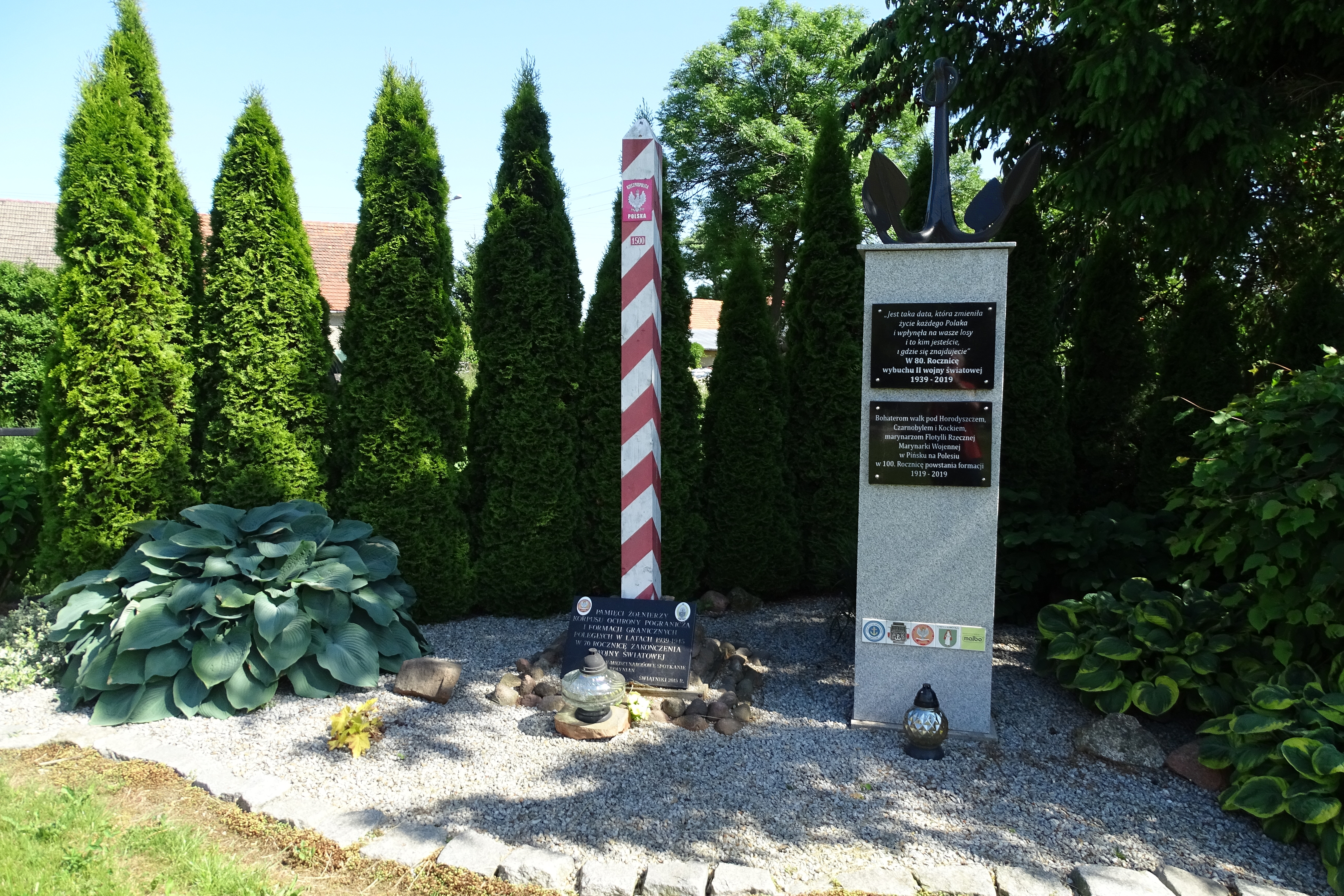
Pomniki przy kościele w Świątnikach upamiętniające poległych żołnierzy KOP oraz marynarzy Flotylli Rzecznej Marynarki Wojennej w Pińsku

Uchwałą nr LXVIII/1888/2018 Rady m.st Warszawy z dn. 7 czerwca 2018 r. nadano nazwę  Bulwar Flotylli Pińskiej przebiegającemu pod Mostem Łazienkowskim bulwarowi nadwiślańskiemu w rejonie Portu Czerniakowskiego.

We wrześniu 2019 r. przy kościele pw. Matki Bożej Bolesnej w Świątnikach odsłonięto pomnik upamiętniający marynarzy Flotylli Rzecznej Marynarki Wojennej w Pińsku i bitwy tej floty pod Horodyszczem, Czarnobylem i Kockiem